# Ernst Jakob Keijser

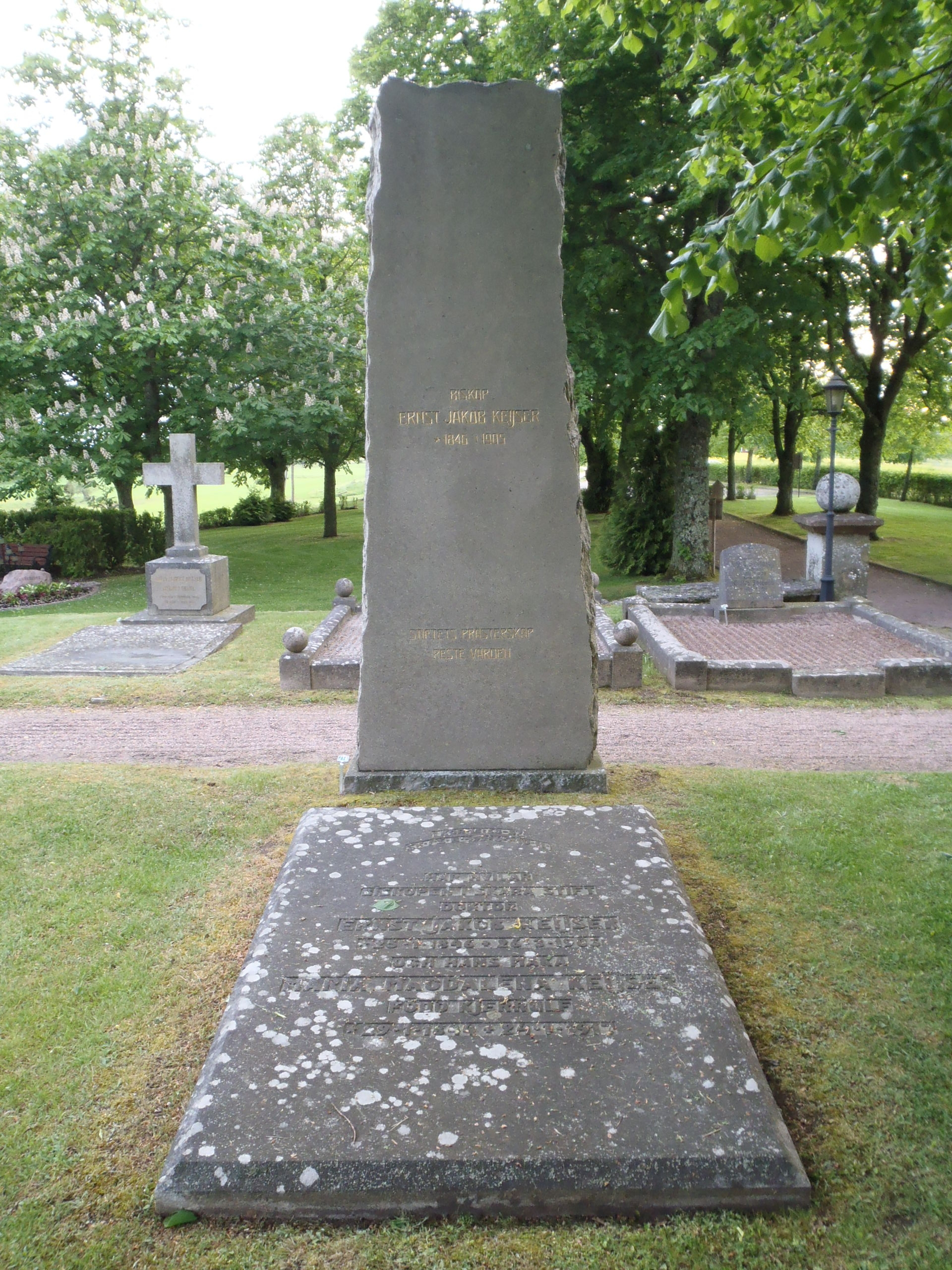
Biskop Ernst Jakob Keijsers grav på Skånings-Åsaka kyrkogård.

Ernst Jakob Keijser (uttalas [tjéjser]), född 25 januari 1846 i Stockholm, död 26 mars 1905, var en svensk teolog och kyrkoman, biskop i Skara 1895-1905, bror till Gustaf Jakob Keijser. 
Keijser blev student vid Uppsala universitet 1863, filosofie kandidat 1868, filosofie doktor 1869 och kollega vid Katarina läroverk i Stockholm 1872. Han avlade en teologie kandidatexamen 1876 och prästvigdes samma år, kallades 1877 till docent i praktisk teologi vid Uppsala universitet och blev 1878 e. o. hovpredikant. 1879-80 förestod han professuren i dogmatik och moralteologi och tillträdde 1880 Örebro, Ånsta och Längbro pastorat, till vars kyrkoherde han utnämnts 1878. 
1885 erhöll han domprostbefattningen i Strängnäs, uppfördes 1889 i första förslagsrummet till biskop i Strängnäs och utnämndes 1895 till biskop i Skara. Keiser var prästerligt ombud för Strängnäs stift vid 1888 och 1893 års kyrkomöten och promoverades till teologie doktor vid jubelfesten i Uppsala 1893. 
Keiser hade starkt konservativ och högkyrklig läggning och hans yttre uppträdande föreföll högdraget och prelatensiskt. Han försvarade framför allt konfirmationen mot alla moderniseringsförsök, vilka enligt hans uppfattning bara skulle försvaga dess folkuppfostrande karaktär. Utom smärre predikningar, tal, uppsatser och recensioner i olika tidskrifter utgav Keijser delar av Sofokles’ "Konung Oidipus" (1869).